# São Pedro de Valbom
São Pedro de Valbom is een plaats (freguesia) in de Portugese gemeente Vila Verde en telt 294 inwoners (2001).